# Scout car
Dans le vocabulaire militaire anglophone, on appelle scout car (« voiture de reconnaissance ») un véhicule militaire légèrement blindé sur roues, conçu et utilisé pour la reconnaissance passive. Les scout cars sont soit non armées, soit légèrement armées pour l'autodéfense, et ne disposent pas de systèmes d'armes de gros calibre, ce qui les différencie des autres véhicules de reconnaissance, des voitures blindées et des véhicules de combat blindés sur roues, qui disposent d'armements plus lourds et peuvent également être utilisés pour la reconnaissance. Les armées qui adoptent ce concept sont plus susceptibles de mettre l'accent sur la reconnaissance furtive, contrairement celles qui préfèrent des véhicules de reconnaissance plus lourdement blindés, conçus pour obtenir des informations mais aussi pour combattre si cela est nécessaire.

## Description
Dans le passé, ces types de véhicules ont été nommés automitrailleuse. Ils ont le plus souvent 4 roues et se distinguent des véhicules plus grands, plus lourdement armés, équipés de matériel optique-électronique de pointe ou avec une plus grande capacité de transport de personnes qui sont des véhicules de combat d'infanterie, des véhicules de reconnaissance ou des véhicules de transport de troupes.
Dans les pays anglo-saxons, les scout car affectés à la surveillance sont nommés Internal security vehicle.

## Galerie d'images

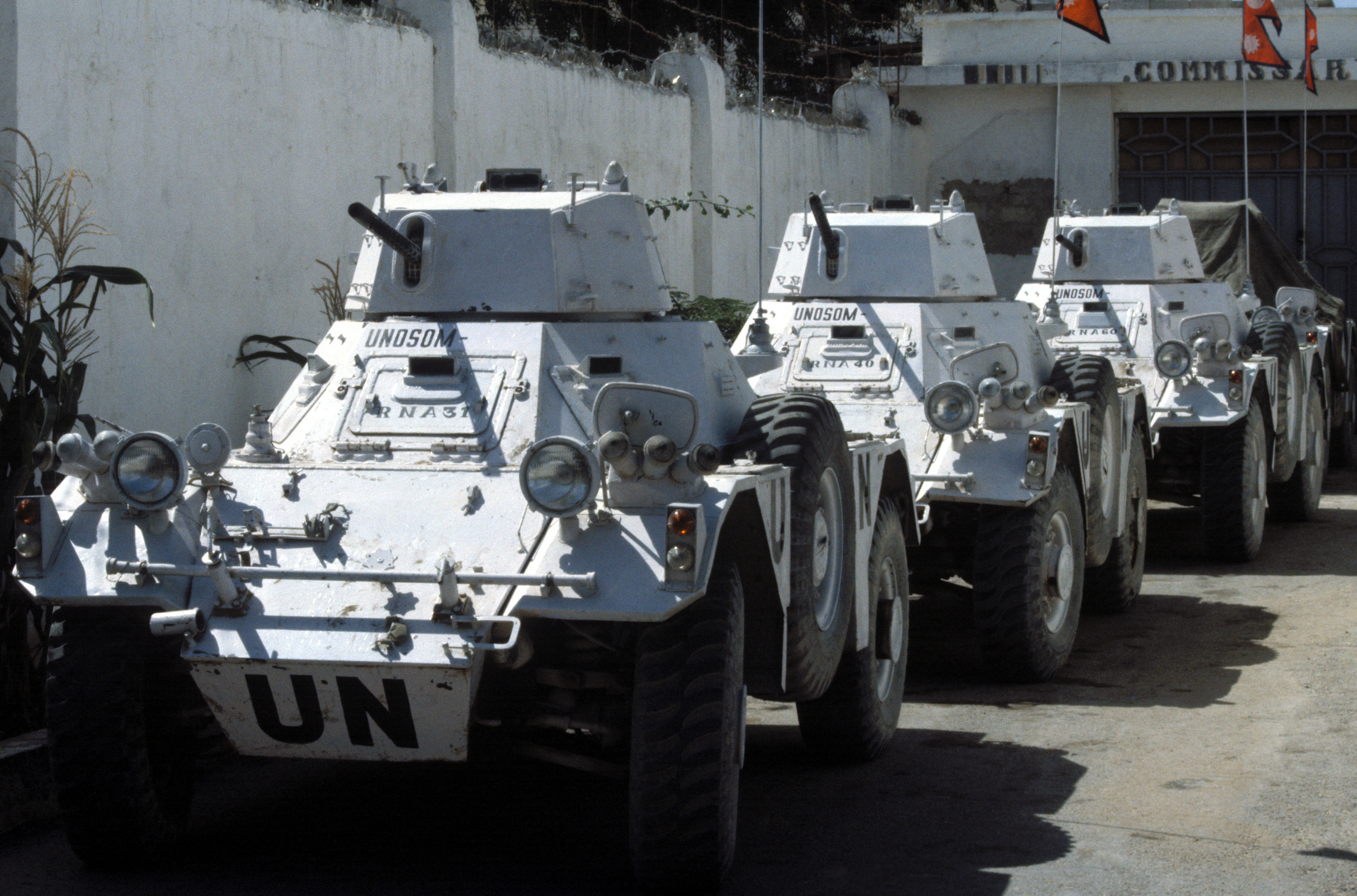
Daimler Ferret népalais en patrouille au sein de l'ONU
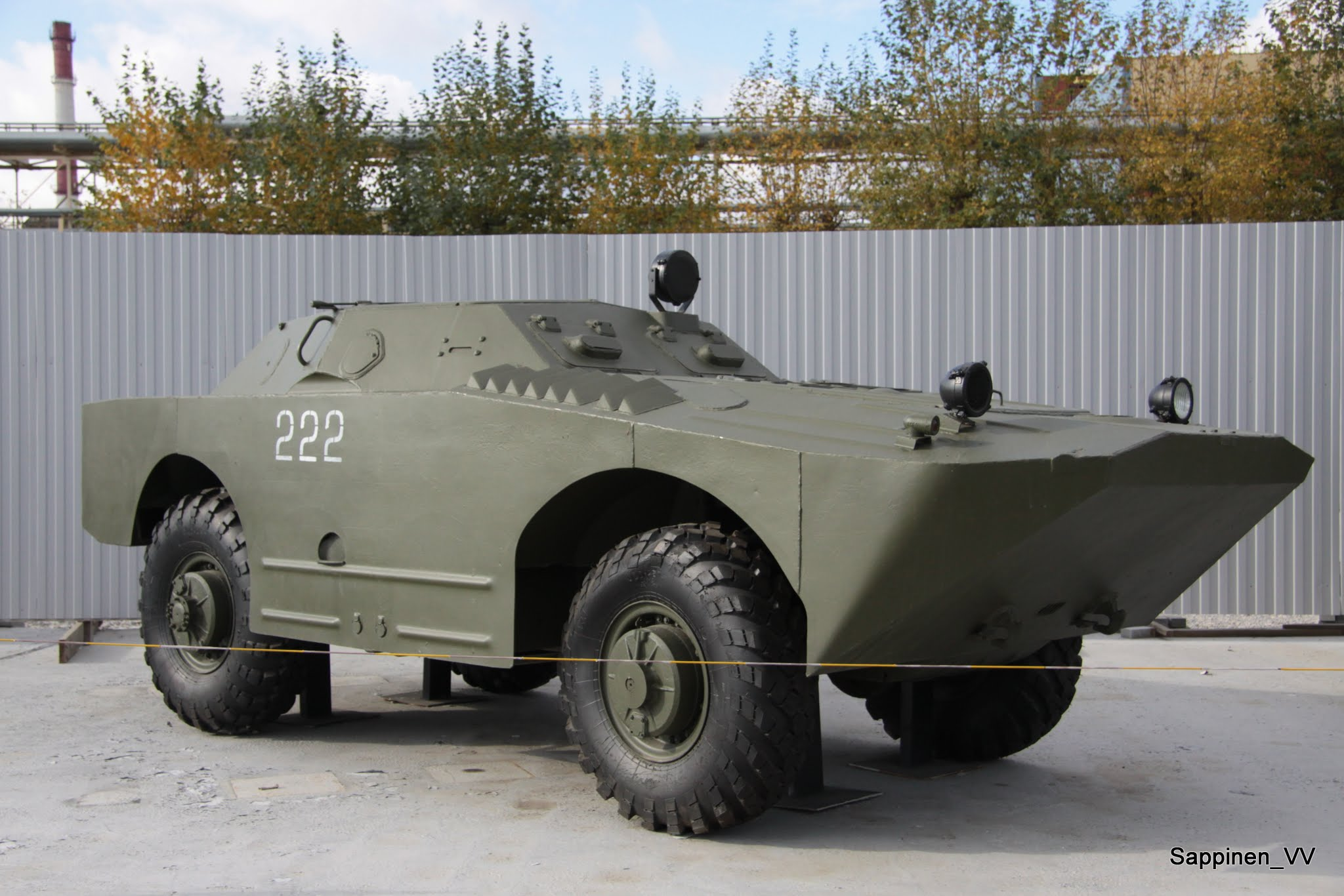
BRDM-1
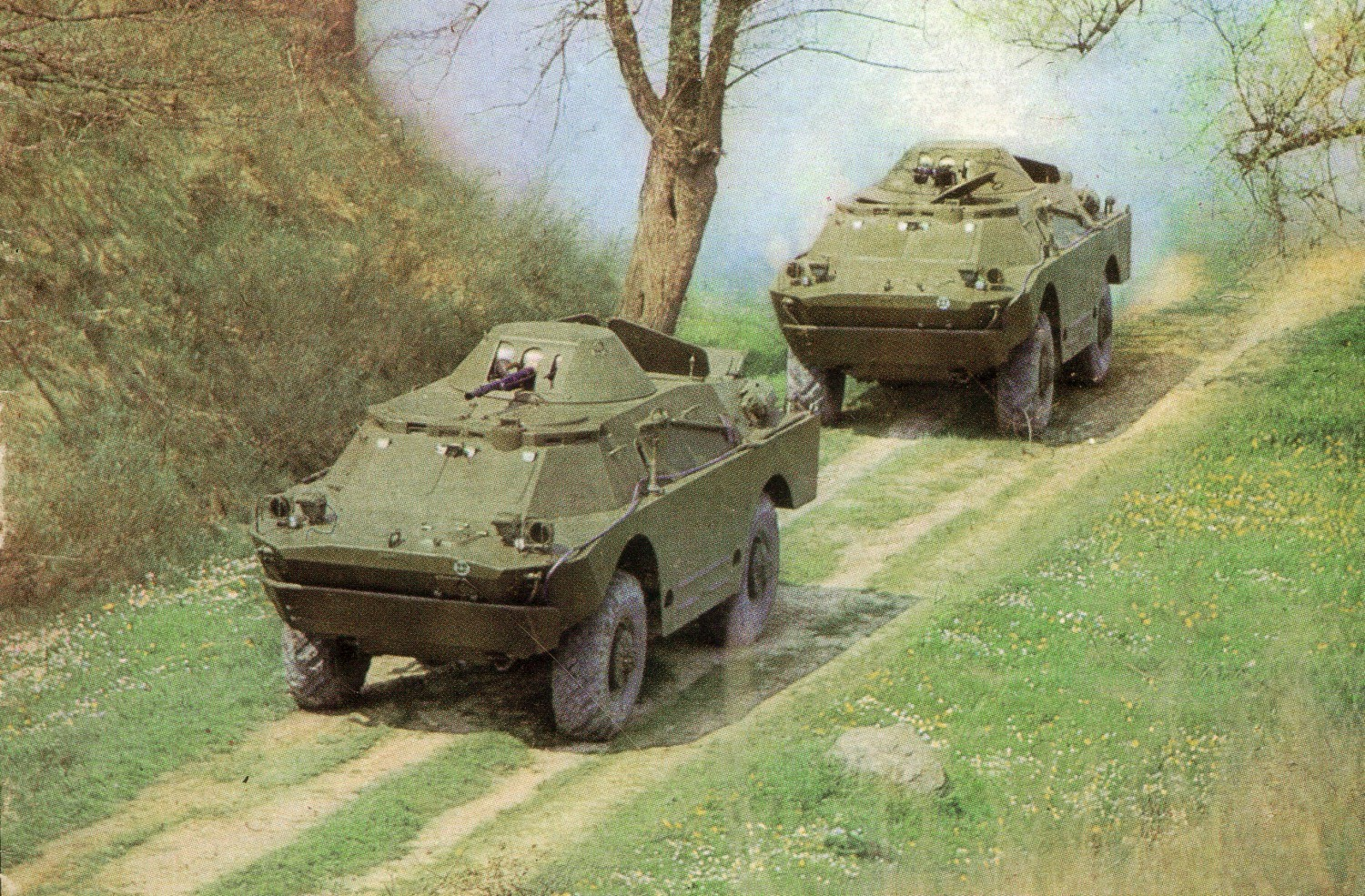
BRDM-2 en patrouille
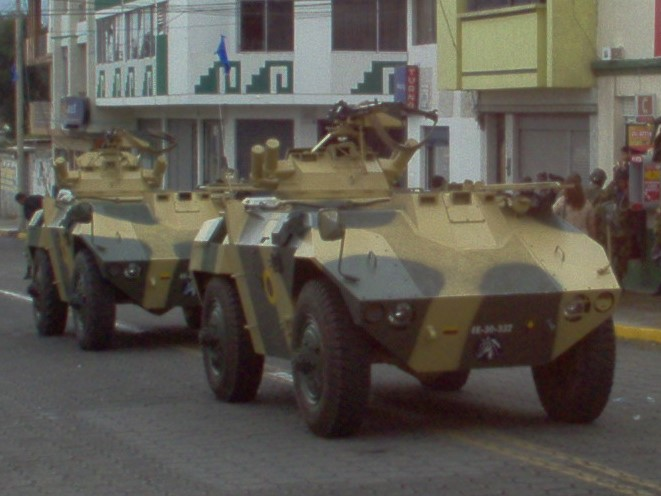
EE-3 Jararacas
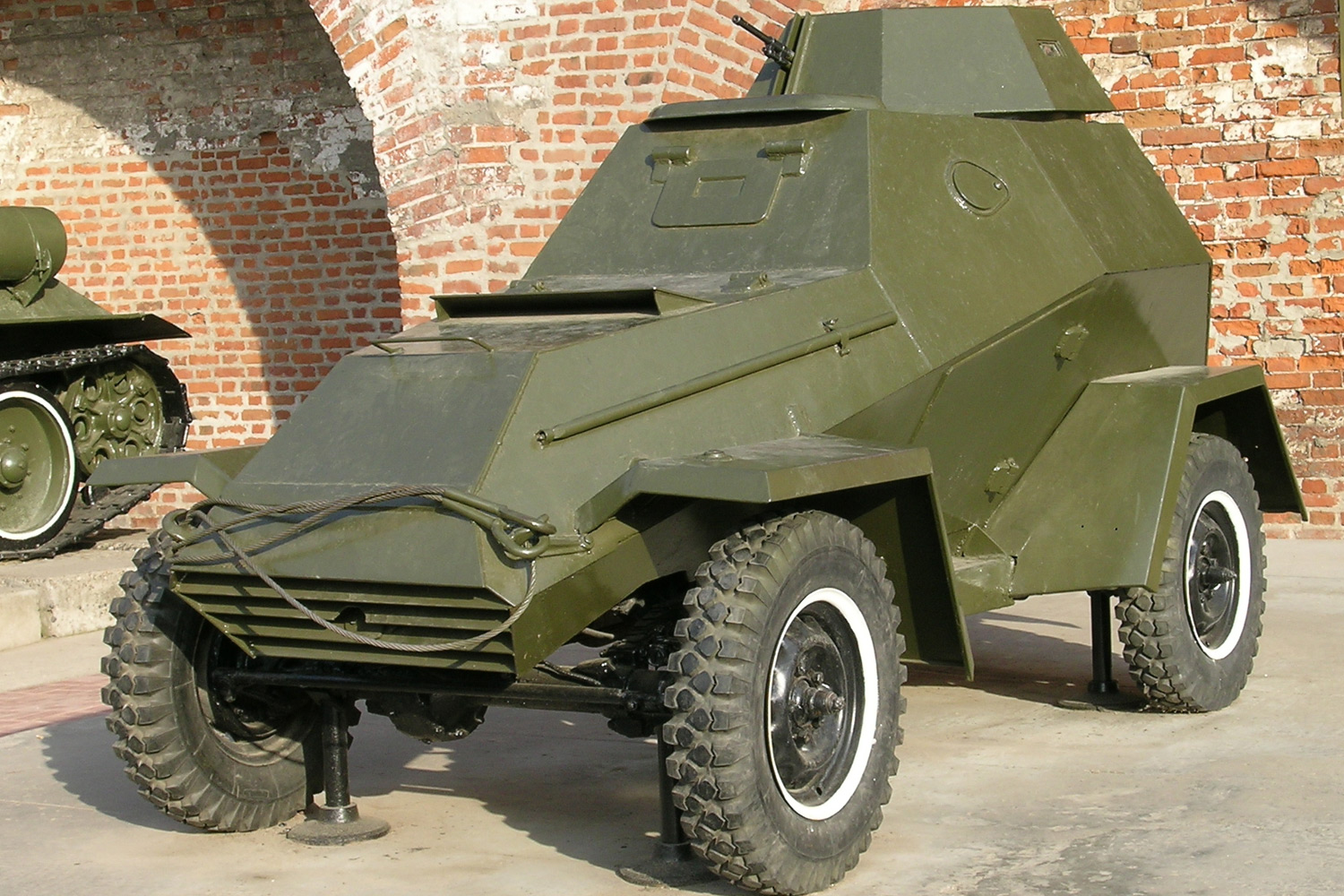
BA-64 (automitrailleuse)
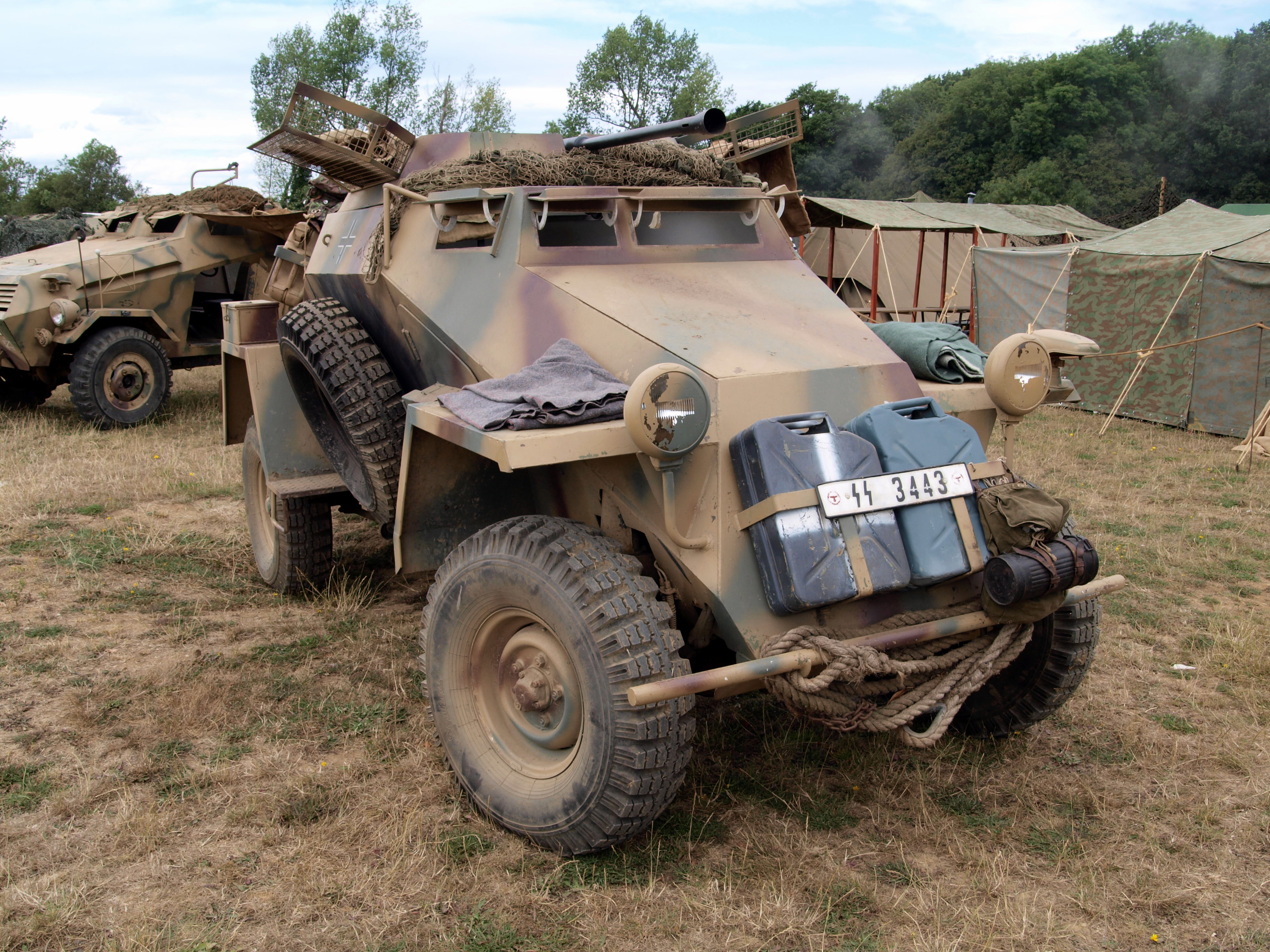
Sd.Kfz. 222
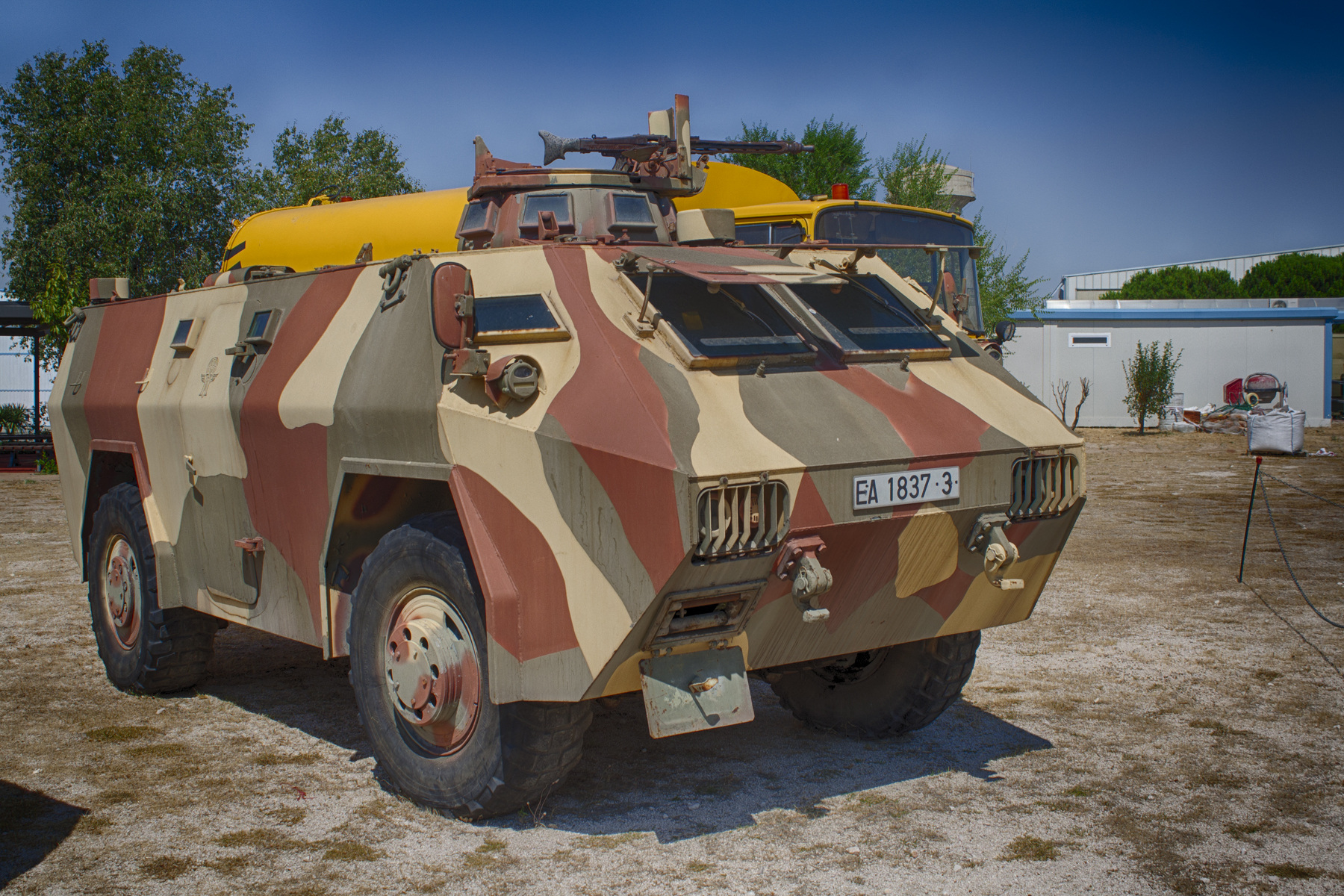
Blindé léger sur roues espagnol
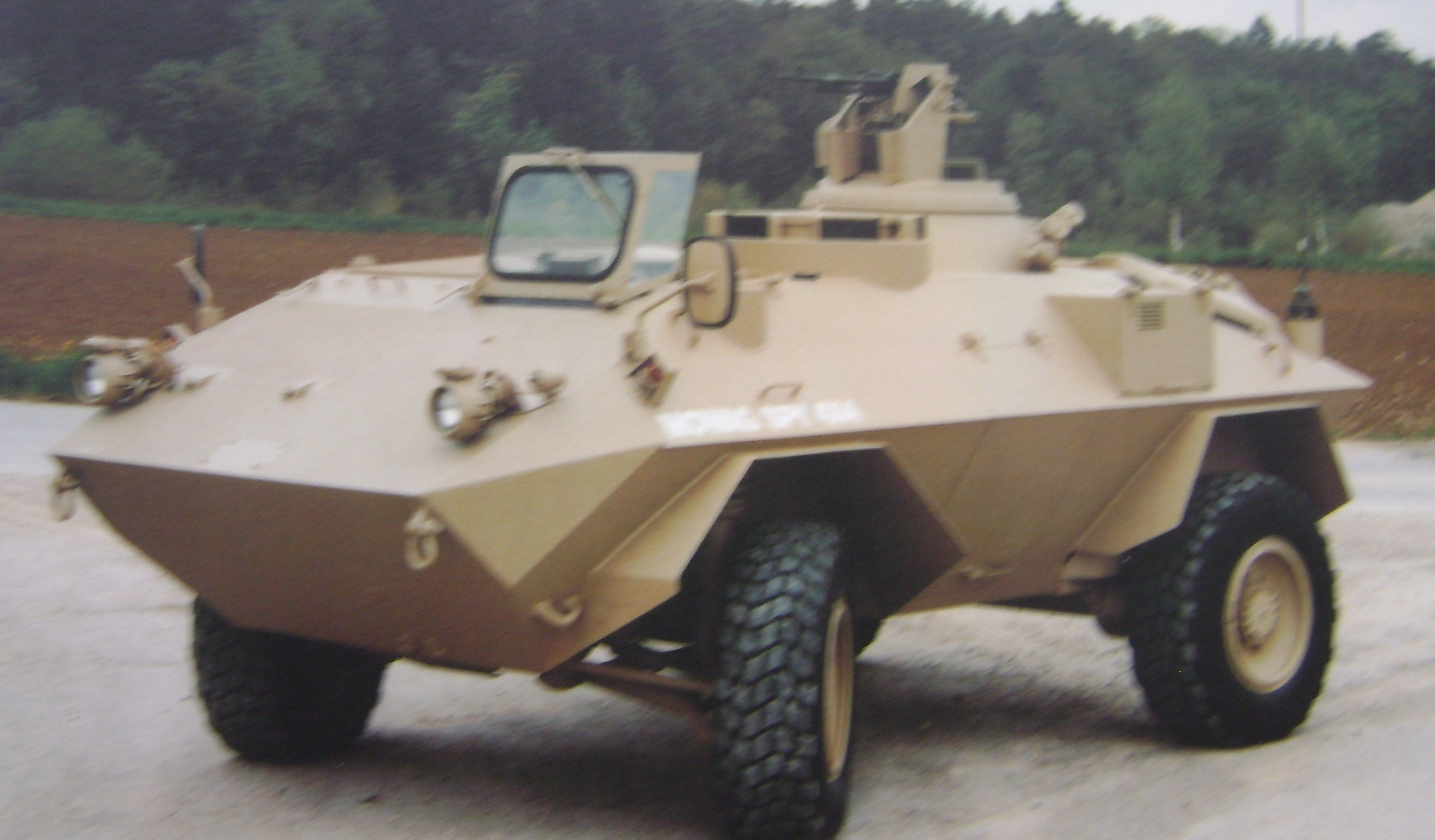
Mowag Spy
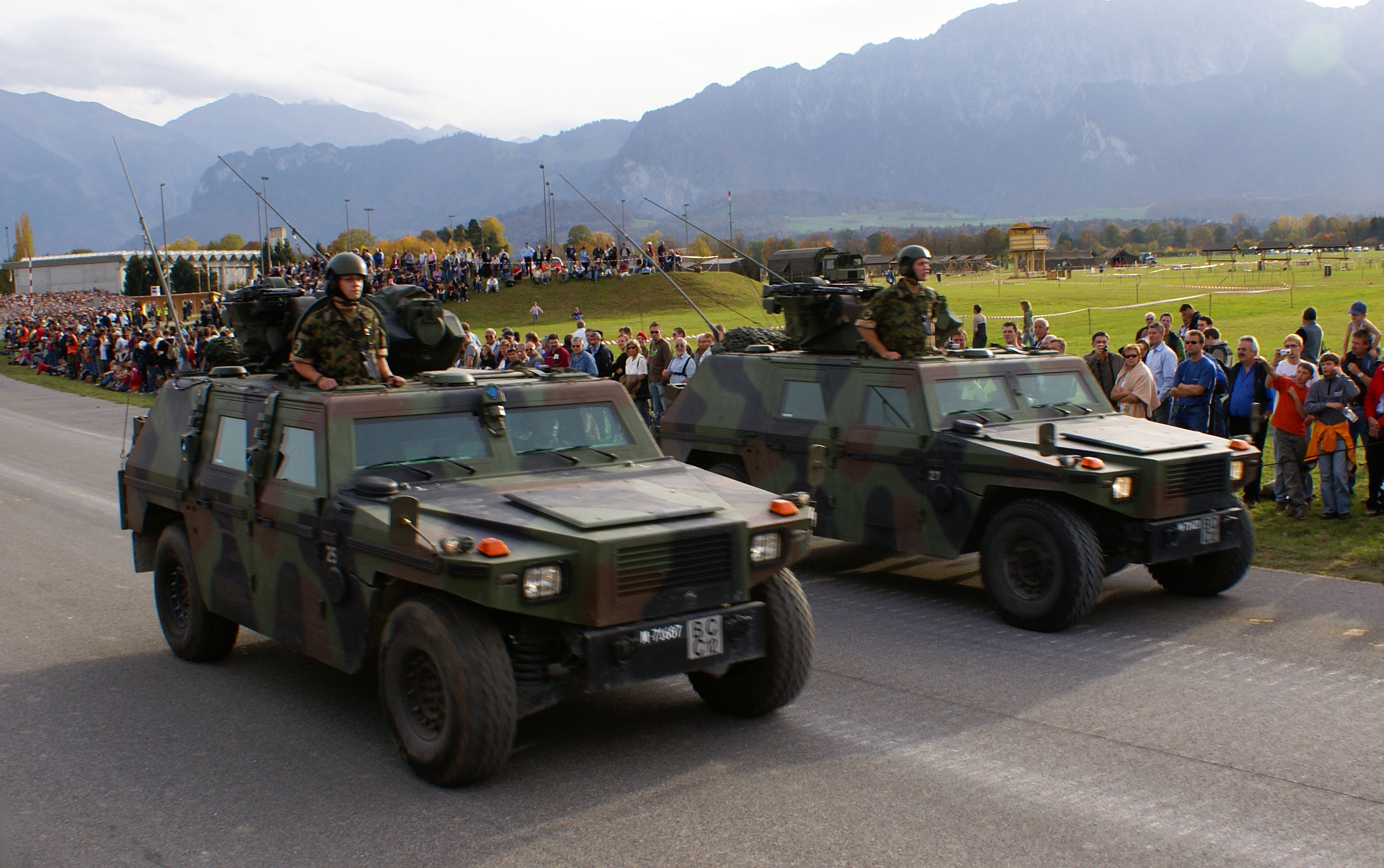
Mowag Eagle suisse

## Exemples historiques
- M3 Scout Car
- Humber Scout Car
- Daimler Dingo